# Heflin (Alabama)
Heflin es una ciudad ubicada en el condado de Cleburne en el estado estadounidense de Alabama. En el censo de 2000, su población era de 3002.

## Demografía
En el 2000 la renta per cápita promedia del hogar era de $ 28.398$, y el ingreso promedio para una familia era de 38.600$. El ingreso per cápita para la localidad era de 15.452$. Los hombres tenían un ingreso per cápita de 29.545$ contra 20.676$ para las mujeres.

## Geografía
Heflin está situado en 33°38′37″N 85°34′57″O / 33.64361, -85.58250 (33.643754, -85.582701).
Según la Oficina del Censo de los EE. UU., la ciudad tiene un área total de 12.00 millas cuadradas (31.08 km²).